# Laetitia du Couëdic
Laetitia Mascarello (née du Couëdic de Kérérant), née le 6 juin 1996 à Toronto, est une cavalière franco-suisse. Sa spécialité est le saut d'obstacles, en individuel et par équipes.

## Biographie

### Carrière
Laetitia du Couëdic a commencé l'équitation en famille en montant des poneys. Son premier cheval s'appelait Figaro. Sa mère et son frère sont également cavaliers. Elle dispute ses premières compétitions à l’âge de sept ans, et privilégie le saut d’obstacles,,.
Laetitia du Couëdic a été championne de Suisse junior à Lugano, en Suisse, en août 2013, un mois après avoir remporté une médaille d'or au championnat d'Europe (équipe suisse) à Vejer de la Frontera (Espagne). Elle a commencé son programme officiel de CSI en 2015 au CSI5* (un concours international d’élite) de Zurich sur Elisa suivie de Cagnes-sur-mer sur sa Cheyenne 111 Z HDC récemment acquise (du Champion de France Kevin Staut, son mentor).
En octobre 2013, elle remporte le Grand Prix U25 CSI de Chevenez (JU) et fait une wild card pour le CHI Genève dont elle est la plus jeune cavalière. À partir de 2016, son coach est Jean-Marice Bonneau. En 2017, elle a remporté le Grand Prix de Fontainebleau (CSIOY - Fontainebleau (FRA) (04/05/2017 - 07/05/2017) et a été médaillée de bronze aux championnats suisses (jeunes cavaliers). Laetitia du Couëdic a été sélectionnée dans l'équipe suisse pour disputer les Championnats d'Europe à Samorin (Slovaquie) où elle se classée 17e.
Elle monte régulièrement au "Saut Hermès" à Paris, et au Grand-Prix Rolex à Genève.
Laetitia du Couëdic est ambassadrice pour la marque Hermès, fabricant français de produits de luxe,. Elle est également ambassadrice de JustWorld international, un projet caritatif.

### Vie privée
Laetitia du Couëdic est née à Toronto (Canada), à l'hôpital Mount Sinai, puis a grandi à Genève où elle obtient sa maturité fédérale (équivalent suisse du baccalauréat). Sa mère est Anne-Catherine Spillmann, cavalière et propriétaire des écuries de la Renfile à Jussy, près de Genève, son père est Gonzague du Couëdic. Elle a deux frères et une sœur,.
En 2019, elle rejoint le haras de la Chesnay pour y entraîner ses chevaux,.

## Les chevaux
2018
| Nom                                       | identifiant FEI | Âge de naissance | Le genre | Couleur | Stud-book |
| ----------------------------------------- | --------------- | ---------------- | -------- | ------- | --------- |
|                                           |                 |                  |          |         |           |
| Mise à jour s'il vous plaît soyez patient |                 |                  |          |         |           |
|                                           |                 |                  |          |         |           |

2017
| Nom              | identifiant FEI | Né à l'âge      | Le genre      | Couleur   | Stud-book                                      |
| ---------------- | --------------- | --------------- | ------------- | --------- | ---------------------------------------------- |
| Cheyenne 111 Z   | 103IT13         | 12 - 12/08/2003 | Femelle       | Baie      | Stud-book Zangersheide                         |
| ELISA            | 102SR87         | 11 - 29/04/2004 | Femelle       | Baie      | Belgisch Warmbloedpaard vzw                    |
| ÉTOILE D'ARIZONA | 105MO54         | 7 - 18/04/2010  | Homme         | châtaigne | SF - Stud Book du Cheval Selle Français (ANSF) |
| JACKSON          | 104RW29         | 8 - 06/05/2009  | Cheval hongre | châtaigne | -                                              |

2016
| Nom            | identifiant FEI | Né à l'âge      | Le genre | Couleur | Stud-book                                        |
| -------------- | --------------- | --------------- | -------- | ------- | ------------------------------------------------ |
| CHEYENNE 111 Z | 103IT13         | 12 - 12/08/2003 | Femelle  | Baie    | Stud-book Zangersheide                           |
| ELISA          | 102SR87         | 11 - 29/04/2004 | Femelle  | Baie    | Belgisch Warmbloedpaard vzw                      |
| RIYAD'SUN      | 105DT47         | 6 - 04/05/2010  | Homme    | Baie    | Zuchtverband CH-Sportpferde ZVCH Swiss Warmblood |

2015
| Nom              | identifiant FEI | Né à l'âge      | Le genre | Couleur | Stud-book                                          |
| ---------------- | --------------- | --------------- | -------- | ------- | -------------------------------------------------- |
| CADDY Z          | 104BI13         | 8 - 04/08/2007  | Femelle  | Baie    | Stud-book Zangersheide                             |
| CHEYENNE 111 Z   | 103IT13         | 12 - 12/08/2003 | Femelle  | Baie    | Stud-book Zangersheide                             |
| ELISA            | 102SR87         | 11 - 29/04/2004 | Femelle  | Baie    | Belgisch Warmbloedpaard vzw                        |
| ROSE DE ROCHE CH | 103PM35         | 11 - 19/04/2004 | Femelle  | Baie    | Zuchtverband CH-Sportpferde ZVCH Swiss Warmblood   |
| VERDICT DE KEZEG | 104WF39         | 6 - 15/05/2009  | Homme    | Baie    | Stud-book Français du Cheval Selle Français (ANSF) |

2014
| Nom                    | identifiant FEI | Né à l'âge      | Le genre | Couleur   | Stud-book                                        |
| ---------------------- | --------------- | --------------- | -------- | --------- | ------------------------------------------------ |
| CADDY Z                | 104BI13         | 8 - 04/08/2007  | Femelle  | Baie      | Stud-book Zangersheide                           |
| CHANAH CH              | 103XW00         | 8 - 22/04/2007  | Femelle  | Baie      | Zuchtverband CH-Sportpferde ZVCH Swiss Warmblood |
| ELISA                  | 102SR87         | 11 - 29/04/2004 | Femelle  | Baie      | Belgisch Warmbloedpaard vzw                      |
| GHANA VD KORNELISHOEVE | 103LG54         | 9 - 14/06/2006  | Femelle  | Gris      | Belgisch Warmbloedpaard vzw                      |
| HASJ D'O               | 104FR18         | 8 - 28/04/2007  | Homme    | Le noir   | Belgisch Warmbloedpaard vzw                      |
| QUEN DIRA T ON         | 103EK25         | 12 - 22/04/2003 | Homme    | châtaigne | Verband der Züchter des Oldenburger Pferdes e. V |
| ROSE DE ROCHE CH       | 103PM35         | 11 - 19/04/2004 | Femelle  | Baie      | Zuchtverband CH-Sportpferde ZVCH Swiss Warmblood |

2013
| Nom              | identifiant FEI | Né à l'âge      | Le genre | Couleur | Stud-book                                        |
| ---------------- | --------------- | --------------- | -------- | ------- | ------------------------------------------------ |
| CHANAH CH        | 103XW00         | 8 - 22/04/2007  | Femelle  | Baie    | Zuchtverband CH-Sportpferde ZVCH Swiss Warmblood |
| ELISA            | 102SR87         | 11 - 29/04/2004 | Femelle  | Baie    | Belgisch Warmbloedpaard vzw                      |
| MODE             | 103ER24         | 10 - 28/04/2005 | Femelle  | Baie    | Belgisch Warmbloedpaard vzw                      |
| ROSE DE ROCHE CH | 103PM35         | 11 - 19/04/2004 | Femelle  | Baie    | Zuchtverband CH-Sportpferde ZVCH Swiss Warmblood |

## Résultats
2017
1e - Grand Prix Classic, Fontainebleau (France) 7 mai 2017, (CSIOY Barème A (238.2.2a) 1.45m).
Tous les résultats.